# ولول
ولول یا تویانه واژه‌ای عربی است به معنی ناله شکایت و تبادله. در افغانستان ولول بهای یک دختر را در برابر ازدواج می‌نامند. این فرهنگ پس از ورود اعراب به افغانستان به میراث گذاشته شده است. در افغانستان ۸۰ درصد مردم زمانی که دختر خود را به کسی نامزد می‌نمایند در برابر آن از خانواده داماد پول می‌گیرند. ولول مهریه نیست و پیش از ازدواج گرفته می‌شود.

 ولول مشابه شیربها در ایران است.

## منبع
1. علما شیعه افغانستان پرداخت تویانه را ممنوع قرار دادند در وبگاه گران افغانستان نوشته گل احمداحسان
2. طویانه؛ یک رسم ناپسند است نوشته سعدیه اکرامی در وبگاه هشت صبح